# مثلث متساوي الأضلاع

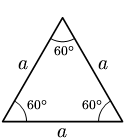
مثلث متساوي الأضلاع.

في الهندسة الرياضية، المثلث المتساوي الأضلاع (بالإنجليزية: Equilateral triangle) هو مثلث جميع أضلاعه متساوية الطول. وفي الهندسة الإقليدية تكون جميع زوايا المثلث المتساوي الأضلاع متساوية القياس وقياس كل منهما °60.
المثلث المتساوي الأضلاع هو مضلع منتظم له ثلاثة أضلاع وبالتالي من الممكن تسميته مثلث منتظم.

## خصائص أساسية
- كل المثلثات المتساوية الأضلاع متشابهة.
- الارتفاع في المثلث المتساوي الأضلاع ينصف الضلع المتعلق به.
- المتوسط في المثلث المتساوي الأضلاع عمودي على الضلع الذي ينصفه.
- يحقق المثلث المتساوي الأضلاع مبرهنة فيفياني.
- AD قطعة مستقيمة في المثلث المتساوي الأضلاع AD :ABC ارتفاع {\displaystyle \Leftrightarrow } AD متوسط {\displaystyle \Leftrightarrow } AD منصف للزاوية A.
- P نقطة في المثلث المتساوي الأضلاع P :ABC مركز قائم {\displaystyle \Leftrightarrow } P نقطة وسطى {\displaystyle \Leftrightarrow } P مركز الدائرة الداخلية المماسة للمثلث ABC.

## طول الارتفاع
إذا كان a طول ضلع المثلث المتساوي الأضلاع، فإن طول الارتفاع فيه يعطى بالقانون:
{\displaystyle h={\frac {a{\sqrt {3}}}{2}}}
البرهان:
إذا كان ABC مثلثاً متساوي الأضلاع طول ضلعه a و AH ارتفاع فيه قدمه H فإن:
H منتصف BC ( من خواص المثلث المتساوي الأضلاع ABC ).
بتطبيق مبرهنة فيثاغورس على AHC
{\displaystyle a^{2}=AH^{2}+({\frac {a}{2}})^{2}}
{\displaystyle \Rightarrow AH^{2}={\frac {3{a}^{2}}{4}}}
{\displaystyle \Rightarrow AH={\frac {a{\sqrt {3}}}{2}}}
وهو المطلوب إثباته.

## المساحة
إذا كان a طول ضلع المثلث المتساوي الأضلاع، فإن مساحته تعطى بالقانون:
{\displaystyle Area={\frac {a^{2}{\sqrt {3}}}{4}}}
البرهان:
مساحة المثلث = ½ الارتفاع × القاعدة
مساحة المثلث = ½ {\displaystyle {\frac {a{\sqrt {3}}}{2}}} × {\displaystyle a\,}
{\displaystyle \Leftarrow } مساحة المثلث المتساوي الأضلاع = {\displaystyle {\frac {a^{2}{\sqrt {3}}}{4}}}

## مبرهنات مهمة
- تنص مبرهنة مورلي على أنه في أي مثلث، النقط الثلاث حيث يلتقي مثلِّثات الزوايا المتحادية تُكون مثلثا متساوي الأضلاع.
- مبرهنة نابليون
- مبرهنة فيفياني
- مبرهنة بومبي
- تنص صيغة لمتباينة المحيط الثابت تخص المثلثات، أن المثلث ذا المساحة القصوى عندما يكون المحيط ثابتا هو المثلث المتساوي الأضلاع.

## خصائص أخرى
بفرض طول الضلع a، والارتفاع h، فإن:
- طول نصف قطر الدائرة المحيطة هو: {\displaystyle R={\frac {a}{\sqrt {3}}}={\frac {2h}{3}}}
- طول نصف قطر الدائرة الداخلية هو: {\displaystyle r={\frac {a}{2{\sqrt {3}}}}={\frac {R}{2}}={\frac {h}{3}}}

مثلث متساوي الأضلاع، أطوال أضلاعه متساوية (a=b=c)، وقياسات زواياه متساوية وارتفاعاته متساوية (h_{a}=h_{b}=h_{c}).

- حسب مبرهنة أويلر، فإن الدائرة المحيطة والدائرة المحاطة بمثلث متساوي الساقين لهما مركز واحد.
- المثلث ذو المساحة القصوى المحاط بدائرة محددة هو مثلث متساوي الأضلاع، والمثلث ذو المساحة الصغرى المحيط بدائرة معلومة هو مثلث متساوي الأضلاع.
- نسبة مساحة الدائرة المحاطة بمثلث متساوي الأضلاع إلى مساحته هي: {\displaystyle {\frac {\pi }{3{\sqrt {3}}}}}، وهذه النسبة أكبر ما تكون لمثلث متساوي الأضلاع من غيره.
- نسبة مساحة مثلث متساوي الأضلاع إلى مربع محيطه هي {\displaystyle {\frac {1}{12{\sqrt {3}}}}}، وهذه النسبة أكبر ما تكون لمثلث متساوي الأضلاع من غيره.

## الإنشاء الهندسي
مثلث متساوي الأضلاع ينشئ بسهولة بواسطة الفرجار والمسطرة.

## وصلات خارجية
Weisstein, Eric W. "إنشاء المثلث المتساوي الأضلاع". MathWorld.